# Arthur Dathe von Burgk

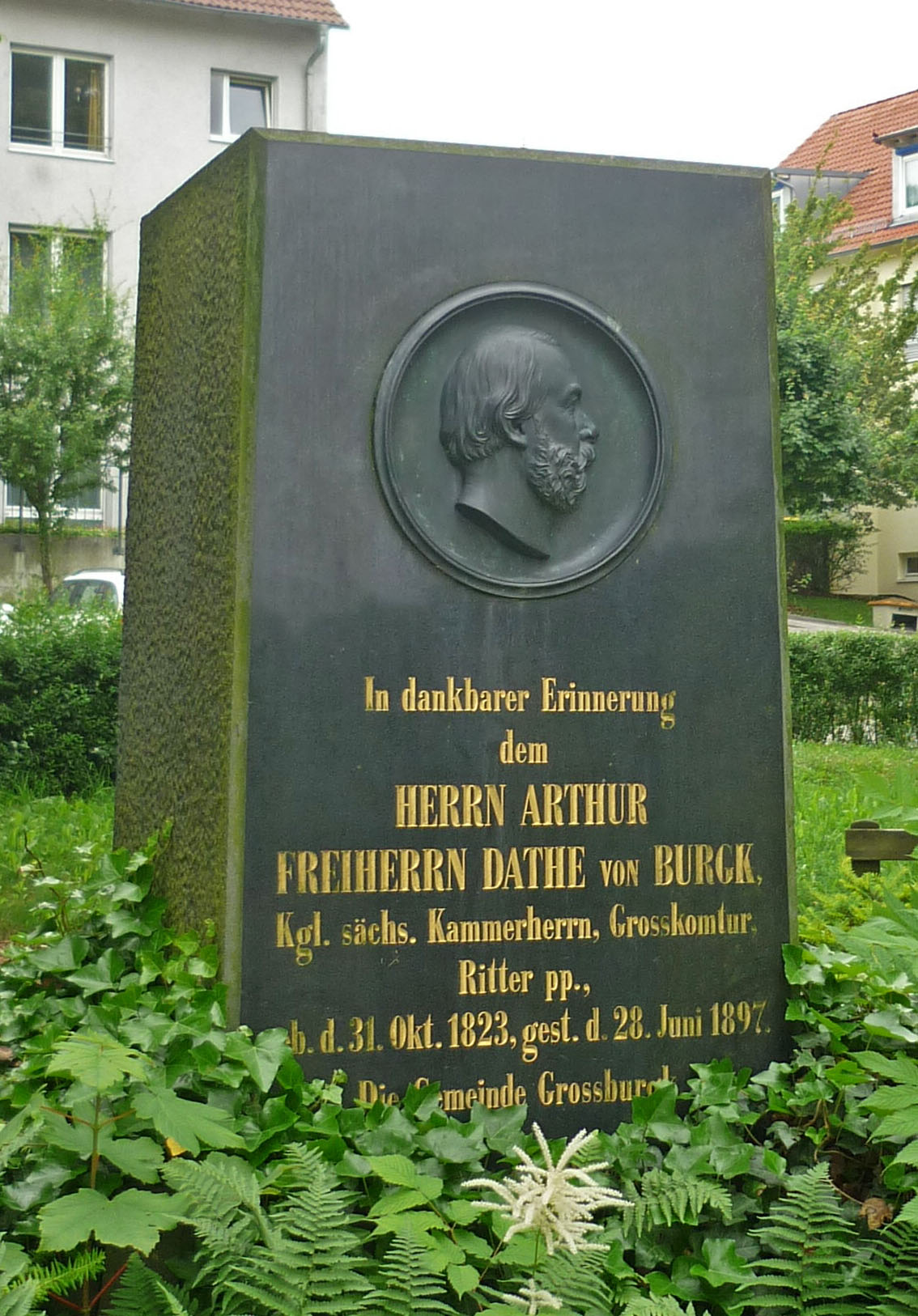
Gedenkstein gegenüber Schloss Burgk

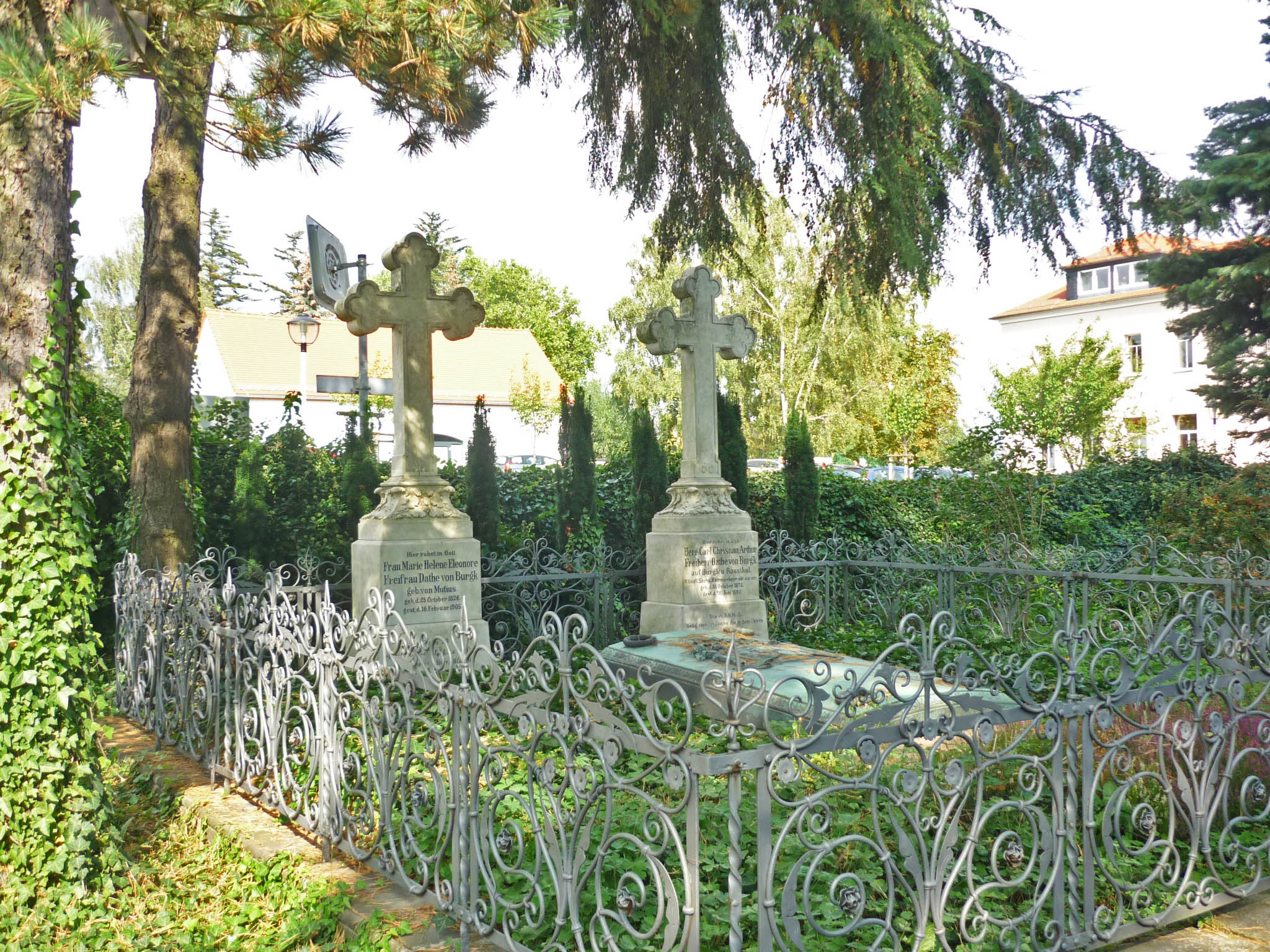
Grabstätte auf dem Friedhof in Pesterwitz

Karl Christian Arthur Freiherr Dathe von Burgk (* 31. Oktober 1823 in Dresden; † 28. Juni 1897 in Roßthal) war ein deutscher Montanunternehmer und Politiker.

## Leben und Wirken
Der einzige Sohn von Carl Friedrich August Freiherr Dathe von Burgk studierte an der Bergakademie Freiberg und an der Universität Berlin die Fächer Bergbau und Naturwissenschaften. Zu seiner Hochzeit mit Marie von Mutius am 15. August 1850 erhielt er von seinem Vater das Jochhöhschlösschen nahe Pesterwitz als Geschenk, das später als Lusthaus verwendet wurde.
Ab 1849 wurde er schrittweise in die Führung des väterlichen Besitzes einbezogen, der neben der 1819 gegründeten Freiherrlich von Burgker Steinkohlen- und Eisenhüttenwerke auch aus dem Rittergut Burgk mit Schloss Burgk, dem Freigut Kohlsdorf, dem Rittergut Pesterwitz und dem Rittergut Roßthal bestand. Er erhielt ihn schließlich 1854 komplett übertragen und es wurde für Burgk ein Familienfideikommiss eingerichtet. Er stiftete das Burgker Knappschaftshospital und finanzierte eine Kleinkinderbewahranstalt in Löbtau. Dathe von Burgk war Kammerherr und hatte das Amt des Friedensrichters seiner Besitztümer inne.
Von 1854 bis 1862 gehörte er als stellvertretender Abgeordneter und anschließend bis 1868 als ordentlicher Abgeordneter der Rittergutsbesitzer des Meißner Kreises der II. Kammer des Sächsischen Landtags an. Als auf Lebenszeit gewählter Abgeordneter der Rittergutsbesitzer des Meißner Kreises gehörte er anschließend von 1871 bis 1896 der I. Kammer des Landtags an. Für Sachsen wurde Dathe von Burgk Kommendator des Johanniterordens.
Nach seinem Tod gelangte der ausgedehnte Besitz 1897 an seinen Sohn Carl Friedrich August Maximilian Freiherr Dathe von Burgk († 8. November 1931). 1882 hatte er für diesen das Schloss und Rittergut Schönfeld bei Großenhain als Hochzeitsgeschenk erworben.
Dathe von Burgk wurde in Pesterwitz bestattet. Er war Senior seines 1822 in den Freiherrenstand nobilitierten Adelsgeschlechts. Als Mäzen spendete er der Landeskirche Sachsen eine Summe von 30.000 Mark.

## Einzelnachweise

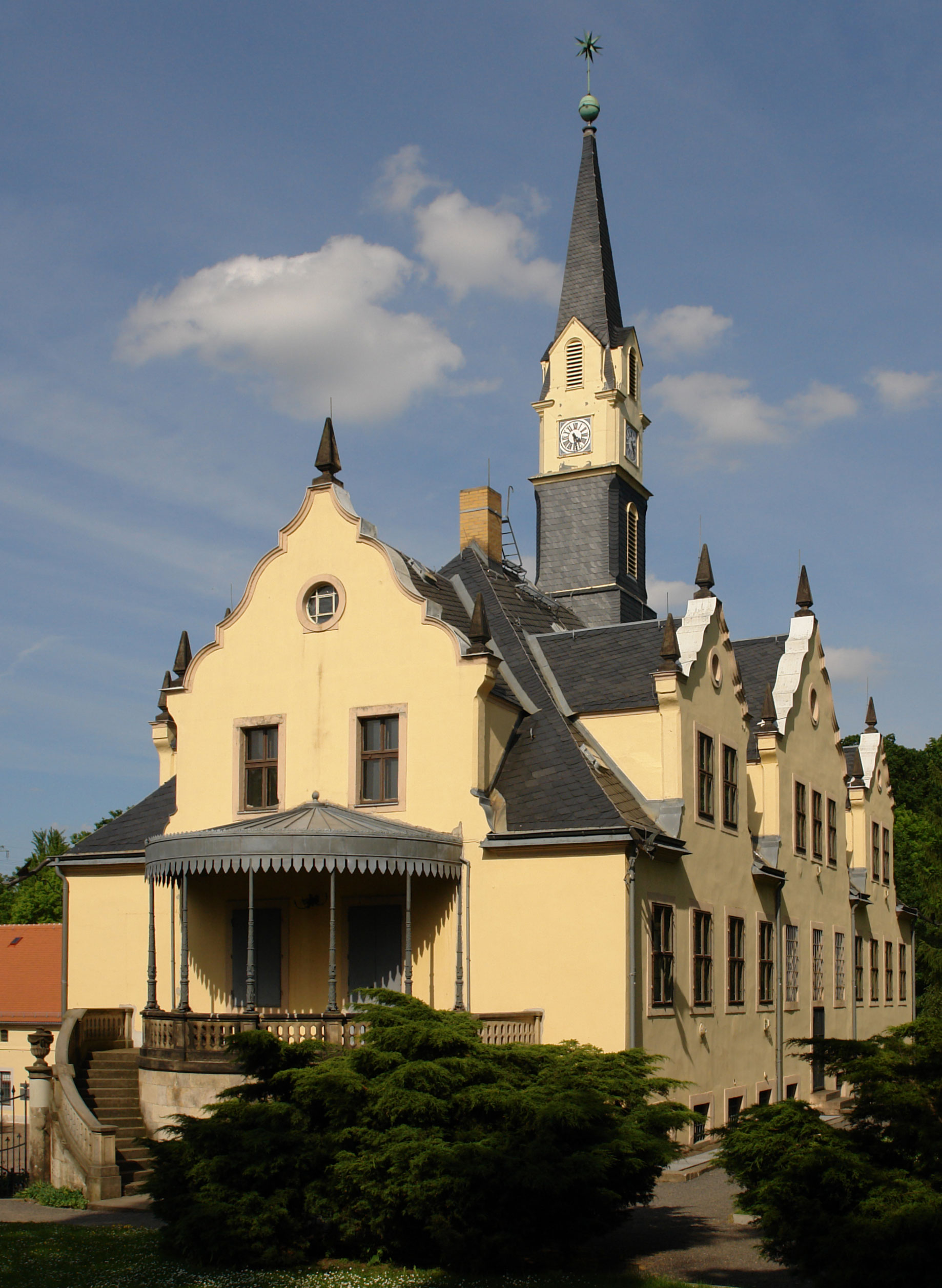
Schloss Burgk
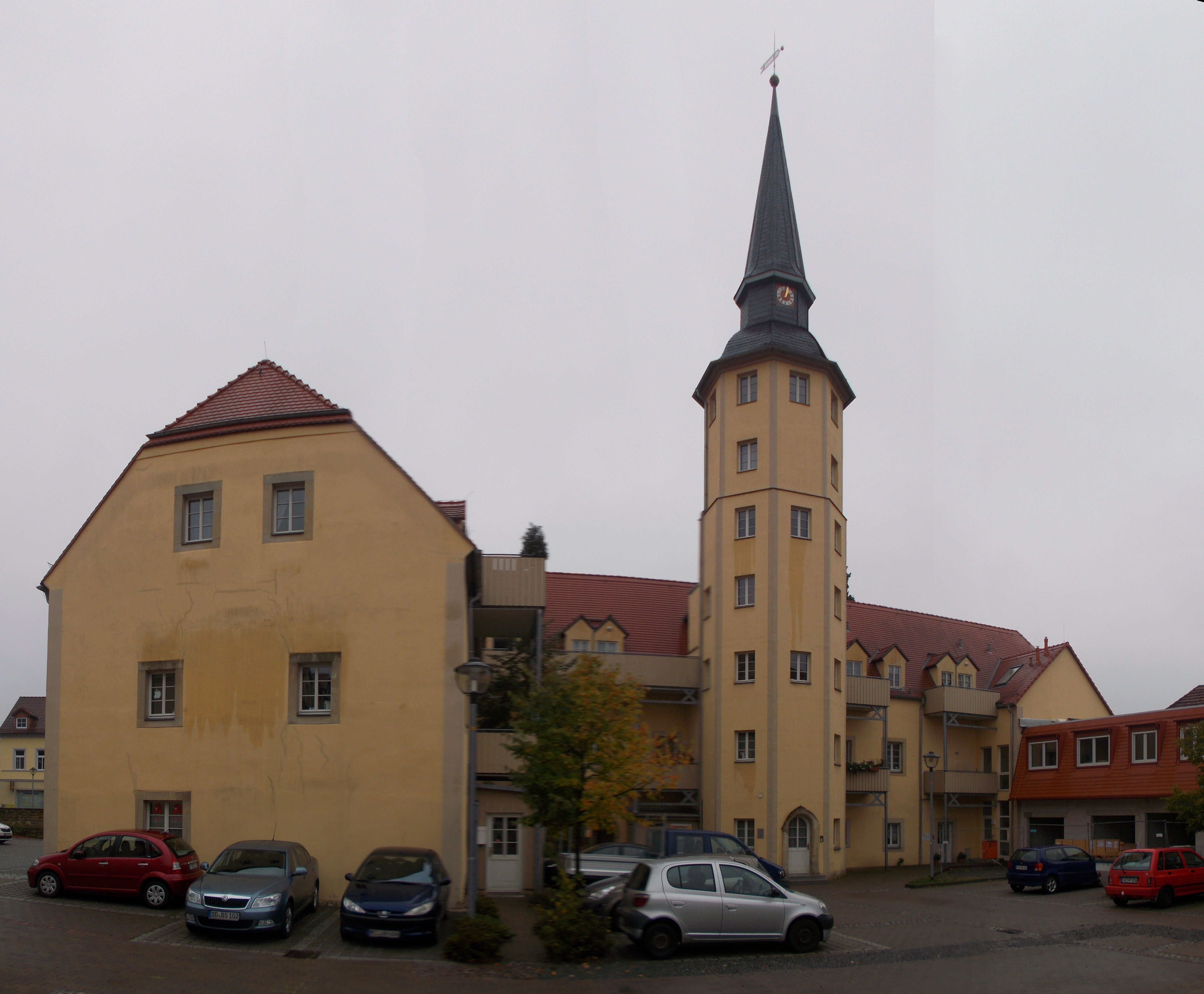
Rittergut Pesterwitz
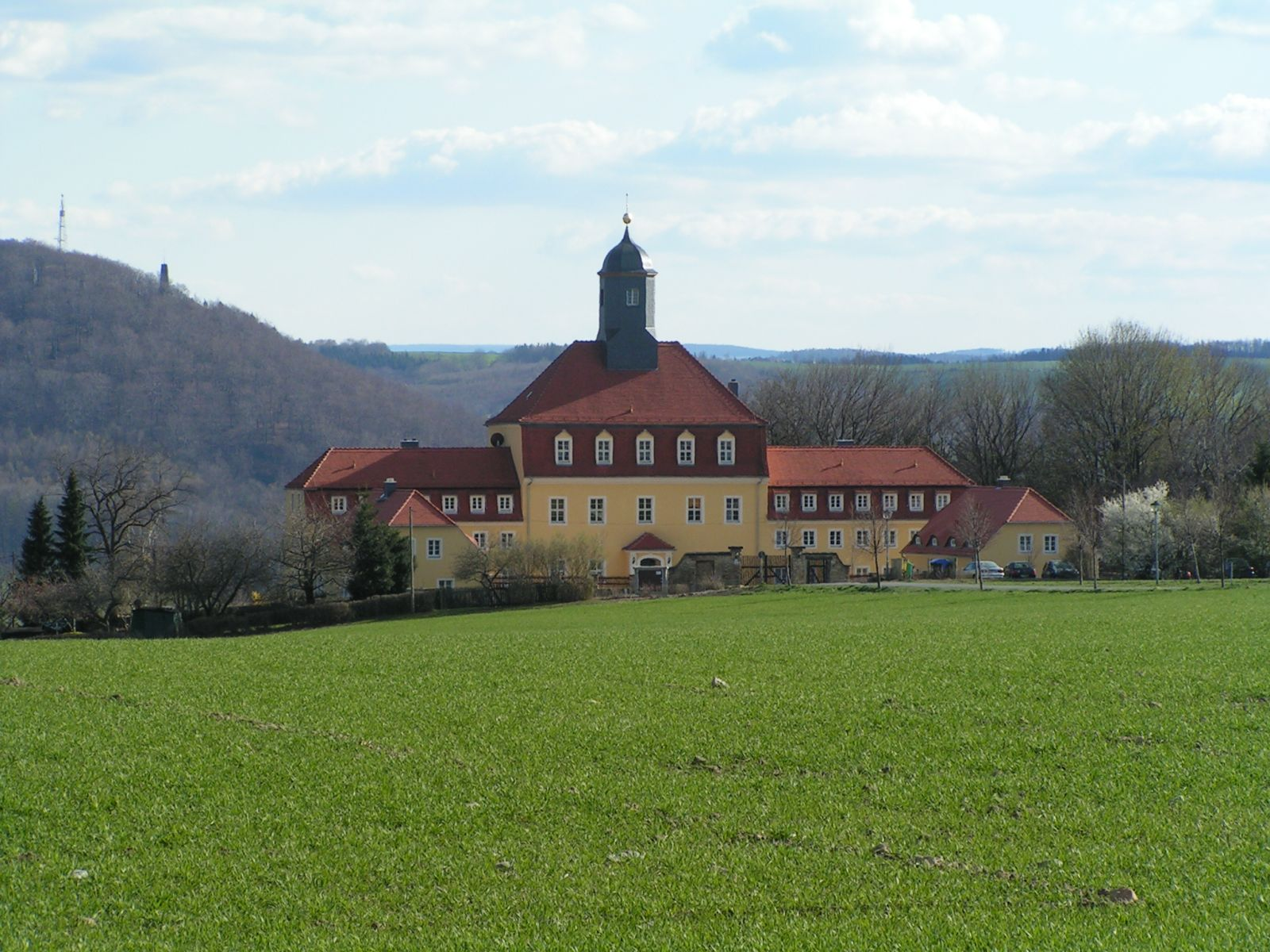
Jochhöhschlösschen in Pesterwitz
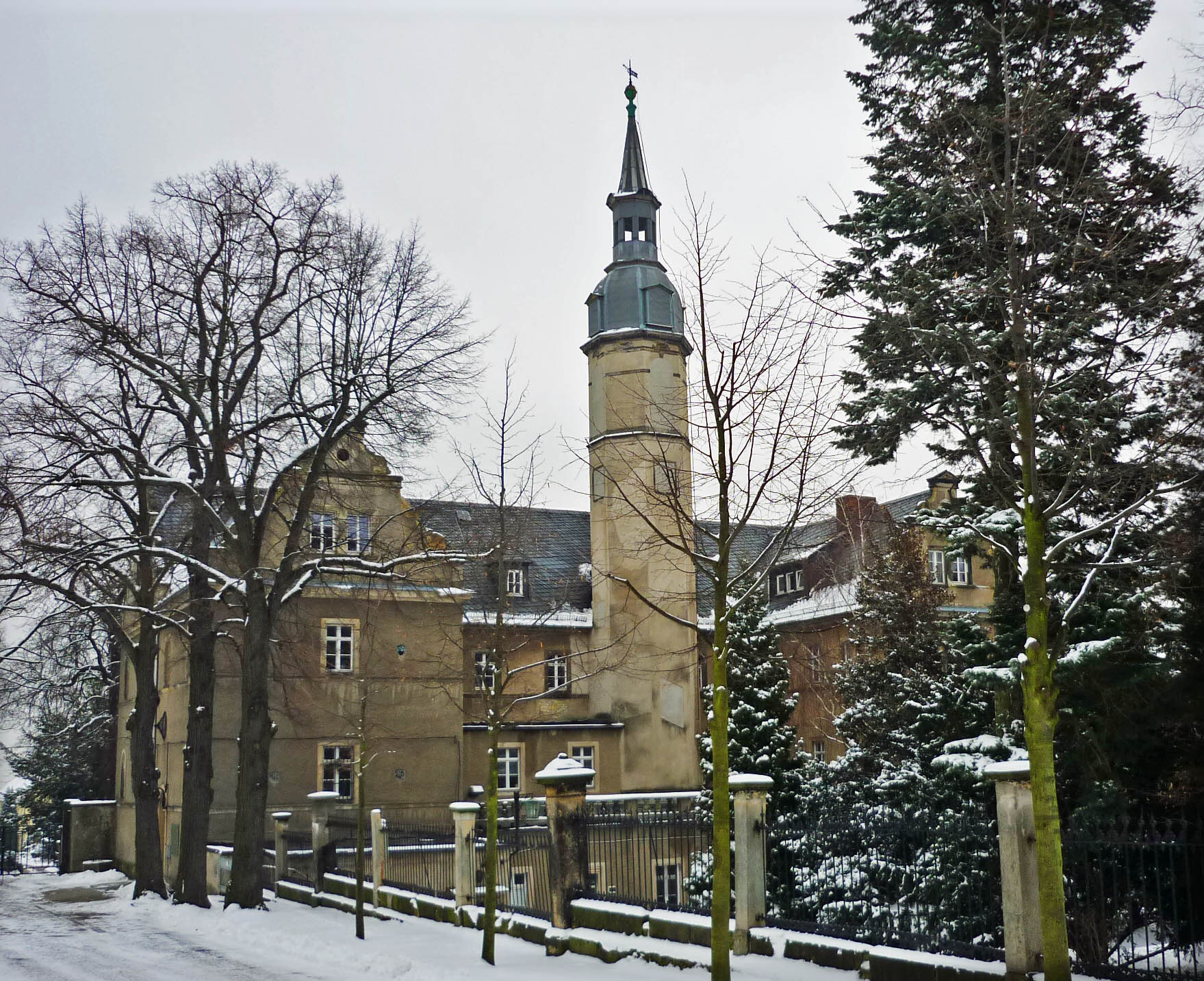
Schloss Roßthal